# RuPaul
RuPaul Andre Charles (17. studenoga 1960.), bolje poznat samo kao RuPaul, američki je glumac, drag kraljica, model, spisatelj i glazbenik. Široj je javnosti poznat još od 90-ih godina prošlog stoljeća kada se pojavljivao u brojnim televizijskim programima, filmovima i glazbenim albumima. Danas je najpoznatiji kao kreator i voditelj američke reality emisije RuPaul's Drag Race koja je prerasla u međunarodni televizijski serijal i osvojila brojne nagrade, uključujući 14 nagrada Emmy.  Smatra se jednim od najpoznatijih i najuspješnijih drag kraljica na svijetu te mu se pripisuju zasluge za dovođenje drag umjetnosti u mainstream medije. Godine 2017. časopis Time uvrštava ga među 100 najutjecajnijih osoba na svijetu.
RuPaul je poznat po svojoj ravnodušnosti prema zamjenicama kojim ga opisuju - on i ona i kaže: "Možete me zvati on. Možete me zvati ona. Možete me zvati Regis i Kathie Lee; nije me briga! Dok god me zovete."

## Životopis
RuPaul je rođen u San Diegu, Kaliforniji, a odrastao je u Atlanti. U 1990. godinama preselio se u New York, gdje je počeo nastupati u klubovima  Manhattana.

## Karijera
Svoju je karijeru započeo u klupskoj sceni  Atlante i  New Yorka. Godine 1993. objavljuje svoj hit  singl Supermodel (You Better Work). Njegov prvi glazbeni album Supermodel of the World izdan je 1993., no tek se sljedeće godine proslavio. Hit singl Supermodel (You Better Work), koji slavi slavne supermodele toga vremena bio je nominiran za najbolji spot na dodjeli MTV VMA 1994. godine. U New Yorku upoznaje Mathua Andersona, svojega šminkera i Zaldyja, svojega kostimografa, te zajedno rade na prepoznatljivom Glamazon izgledu. 
1994. snima duet sa  Sirom Eltonom Johnom - Don't Go Breaking My Heart, a sljedeće godine u prodaju pušta autobiografiju - Lettin' It All Hang Out. Vodi svoj vlastiti talk show - The RuPaul Show, a 1998. pojavljuje se kao lice MAC kozmetike, te se zalaže za borbu protiv kopnice.
2. veljače 2009. počinje s emitiranjem reality emisije RuPaul's Drag Race, kraće RPDR, na televizijskoj kući Logo TV, na kojoj traži sljedeću američku drag superzvijezdu. U isto vrijeme radi i na studijskim albumima Champion i Glamazon koje služe kao glazba u emisiji. Šesta sezona emisije u  SAD-u se počinje emitirati u veljači 2014. U sklopu iste televizijske kuće, 2010. godine osniva RuPaul's Drag U, reality show u kojem sudjeluju bivši natjecatelji RPDR-a, te preobražavaju prijavljene žene.

## Diskografija
- Supermodel of the World (1993.)
- Foxy Lady (1996.)
- Red Hot (2004.)
- Champion (2009.)
- Glamazon (2011.)
- Born Naked (2014.)
- Realness (2015.)
- Slay Belles (2015.)
- Butch Queen (2016.)
- American (2017.)
- Christmas Party (2018.)
- You're a Winner, Baby (2020.)
- Mamaru (2022.)
- Black Butta (2023.)
- Essential Christmas (2023.)

## Filmografija

### Televizija
| Godina        | Naslov                               | Uloga                   |
| ------------- | ------------------------------------ | ----------------------- |
| 1994.         | Sister, Sister                       | Marje                   |
| 1996. – 1998. | The RuPaul Show                      | voditelj                |
| 1994.         | Sabrina, mala vještica               | vještica / frizerka     |
| 2009. – danas | RuPaul's Drag Race                   | voditelj i glavni sudac |
| 2010.         | Ružna Betty                          | Rudolph                 |
| 2012. – danas | RuPaul's Drag Race All Stars         | voditelj i glavni sudac |
| 2017.         | Cure bez love                        | RuPaul                  |
| 2018.         | Simpsoni                             | Queen Chante (glas)     |
| 2019. – danas | RuPaul's Drag Race UK                | voditelj i glavni sudac |
| 2020.         | AJ and the Queen                     | Ruby Red                |
| 2021. – 2023. | RuPaul's Drag Race Down Under        | voditelj i glavni sudac |
| 2022. – danas | RuPaul's Drag Race: UK vs. the World | voditelj i glavni sudac |
| 2024.         | RuPaul's Drag Race Global All Stars  | voditelj i glavni sudac |